# Cabiyari
Cabiyarí (Ka'wiari, Cabiyari, Cabiyary, Kabillary, Kabiyari, Kauiyari, Kawillary), pleme američkih Indijanaca porodice Arawakan naseljeni u kolumbijskom departmanu Vaupés, duž rijeke Río Cananari, pritoke Río Apaporisa, i manjim dijelom na Río Miriti Paraná, pritoka rijeke Caquetá. Populacija im je 1976. iznosila oko 100.
Tradicionalna nastamba je maloca, velika komunalna slamnata kuća. Žive od lova, ribolova, sakupljanje i obrada tla sistemom posijeci-i-spali. Termonologija srodstva je dravidskog tipa.

## Vanjske poveznice
- Cabiyarí